# تیروزینمی نوع سه
تیروزینمی نوع سه نوعی ناهنجاری متابولیک نادر است که به دنبال نقص آنزیم ۴-هیدروکسی فنیل پیروات دی اکسیژناز روی می‌دهد. این آنزیم که به طور عمده در کبد و در مقادیر کمتر در کلیه یافت می‌شود، یکی از آنزیم‌های مورد نیاز برای تجزیه تیروزین است. این آنزیم یک فراورده جانبی تیروزین به نام ۴-هیدروکسی فنیل پیروات را به اسید هموجنتیسیک تبدیل می‌کند. از ویژگی‌های مشخص تیروزینمی نوع سه می‌توان به عقب ماندگی ذهنی, تشنج و دوره‌های از دست رفتن تعادل (آتاکسی متناوب) اشاره کرد.

## درمان
شامل رژیم غذایی با محدودیت فنیل آلانین و تیروزین می‌باشد